# 彼女、お借りします
『彼女、お借りします』（かのじょ おかりします）は、宮島礼吏による日本の漫画。『週刊少年マガジン』（講談社）において、2017年32号から連載中。略称は「かのかり」。2025年4月時点で累計部数は1350万部を突破している。
作者の宮島が職業としての「レンタル彼女」を知ったことがきっかけで生まれた作品であり、宮島自身も実際にレンタル彼女とのデートを行い、その経験を作品に反映させている。作風はラブコメディで、大学生の主人公が恋人代行サービスでヒロインをレンタルしたことから展開される。
2020年6月21日から、ヒロインの一人・桜沢墨を主人公としたスピンオフ漫画『彼女、人見知ります』（かのじょ ひとみしります）が『マガジンポケット』において連載されている。原作と同じく、宮島が執筆している。

## あらすじ
東京都内に住むの大学1年生の木ノ下和也には七海麻美という彼女がいたが、付き合い始めてから1か月でフラれてしまった。
失意の中、和也はレンタル彼女を申し込んでしまう。現れたレンタル彼女・水原千鶴は容姿端麗、立ち振る舞いも完璧で、理想の彼女であった。しかし2回目のデートで、和也はフラれた八つ当たりを繰り返し、千鶴を怒らせてしまう。そんな中、和也のもとに祖母である和が倒れたとの知らせが入る。入院先の病院に訪れた際、和也は見栄を張り、千鶴を彼女として家族に紹介する。また、別の日に和也と千鶴が病院を訪れた際、同じ病院に入院していた千鶴の祖母である一ノ瀬小百合と鉢合わせする。レンタル彼女をしていることを隠すため、千鶴は彼氏として和也を紹介してしまう。
互いの祖母のために、「レンタル」という関係で手を組んだ和也と千鶴だったが、ふたりは同じ大学に通う同級生で、自宅は隣同士だった。水原千鶴は本名を一ノ瀬ちづるといい、女優を目指して日々励んでいた。和也と千鶴は、このウソの関係を大学の友達だけでなく家族にすら秘密にするのであった。
その後、元彼女の麻美による千鶴への嫉妬や、更科瑠夏を仮彼女にする、千鶴のレンカノ事務所の後輩である桜沢墨との練習デートなどを通じて、和也の女性関係は騒がしくなっていく。また、千鶴との関係も夏の伊豆旅行や祖母関連のイベントを通じ、付かず離れずの関係が続き、少しずつ二人の距離が縮まっていく。その一方で、麻美は千鶴が「レンタル彼女」であることを知り、千鶴への圧力を強めていく。
大学2年生になった和也と千鶴の合同誕生日会で、和也は彼女との関係を解消しようとするが、小百合の容体が悪化した報せを受け、病院に直行する。和也は千鶴から小百合の容体がかなり悪いことを聞き、真実を知らせようとするが千鶴から拒否される。一方、千鶴は小百合が生きている間に映画デビューを目指していたが、オーディション落選という厳しい現実に直面し絶望してしまう。しかし、和也は千鶴のためにクラウドファンディング（CAMPFIRE）で千鶴主演の映画を作ることを提案する。
隣人の八重森みにも加わり、ビラ配りや千鶴の私物の売却など紆余曲折ありながらも無事予定の金額は達し、映画の撮影が行われる。そしていよいよ上映となったその時、小百合の容体が更に悪化し、起き上がることもできなくなってしまう。当初の目的であった映画を見せられなくなったことに悲しみながらも気丈に振舞う千鶴に対し、和也は小百合の病室で映画の映像をプロジェクターで流す。そのおかげか小百合は意識が覚醒し、最初の10分だけではあるが目を開け映画を見ることが出来た。その中でちづるはレンカノの事を話すかどうか苦悩していると、目を瞑ったまま意識を保つ小百合に諭され、涙ながらに小百合に自分の思いを吐露する。小百合はそのままこの世を去った。
残された唯一の家族を失ってもなお普段通り接する千鶴の姿を見て、和也はどうすればよいか悩むも、千鶴を励ますための1日デートを決行する。その終わりに和也から「理想の彼女」像を聞いた千鶴は、亡き祖父母に対する気持ちを抑えきれず、和也の胸の中で泣き続けた。
その後行われた映画の上映会は、成功に終わった。
激動の夏休みを終え、千鶴に対する想いをより確かなものへとしていく和也は、千鶴に告白しようと何度も試みるも失敗し、和也の気持ちの変化を察した瑠夏も警戒心を強める。その一方で、ちづるは麻美に自分の正体がばれていることを知る。和也が立ち上げたクラウドファンディングのことも知っていた麻美は、ちづるに「何もかも終わりにしよう」と迫る。
そんな中、和が木ノ下家恒例の家族旅行に千鶴とるかを誘う。さらに和也の友人である木部と栗林も加わり、一同は福島にあるレジャー施設「スパリゾートハワイアンズ」に向かったが、そこには千鶴の秘密を暴露しようと目論む麻美もいた。ハワイアンズを楽しむ一同だったが、麻美の策略に和也と千鶴は振り回され、ついには麻美が一同の前で千鶴が「レンタル彼女」であることを暴露してしまう。和也の家族や木部からの追及も受け追い詰められた和也と千鶴だったが、最後はちづるの口から自分の正体とこれまでの経緯をすべて明かすことになった。
しかし、「和也とちづるが恋人関係にある」というウソだけは明かされなかった。
大波乱の旅行を終えて帰京した和也は、それ以来千鶴と全く連絡が取れなくなってしまう。「レンタル彼女」の予約すらできないという状況が3か月も続いたが、年が明けた3月になってようやく和也と千鶴は会うことになる。千鶴はこれまで和也を避けていたことを謝り、自分でもわからないという自分の気持ちについて「調べてみるっ」と和也に伝え、和也はその答えをいつまでも待つ決心をした。
そうして和也たちは大学3年生になったが、ある日、地震の影響でそれまで住んでいたアパートに住めなくなってしまう。千鶴と離れ離れになることを悲しむ和也だったが、千鶴の提案により、同じアパートに住んでいたみにも含めた3人で、千鶴の実家で期間限定の共同生活をすることになった。

## 登場人物
担当声優は、特別記載がない限りはテレビアニメ版でのキャスト。

### 主要人物
木ノ下 和也（きのした かずや）
声 - 堀江瞬 / 福島潤（2017年PV） / 石谷春貴（2018年PV）
演 - 大西流星（なにわ男子）（ドラマ）
本作品の主人公。練馬大学経営学科在籍。連載開始時は一浪の大学1年生で、20歳。ドラマ版では大学2年の20歳となっている。誕生日は6月1日。
優柔不断な性格で、自室で考え込むことが多い。また、優越感に浸りたいがために平気で周りに嘘をつくことがあり、それに端を発するトラブルを度々引き起こしている。一方で迷惑をかけている自覚はあり、他人の秘密や大切なものは身を挺してでも守ろうとする。
初めての彼女は麻美であったが、僅か1ヶ月で彼女の方から別れを持ちかけられる。寂しさから、レンタル彼女を借り、そこでレンタル彼女・水原千鶴と初めて出会う。その後、家族や友人の前で千鶴を自分の彼女だと紹介をしたことで、嘘の恋人関係が始まる。
当初は元カノである麻美との復縁を願っていたが、下田の海でフェリーから落下した千鶴を助けて以来、徐々に千鶴を意識し始める。
千鶴とレンタル関係を続ける中、友人の栗林が瑠夏をレンタルし、ダブルデートをしたことをきっかけに、瑠夏から好意を持たれ、千鶴の後押しもあり仮の彼女となる。
千鶴の祖母・小百合の余命が幾ばくも無いことを千鶴から聞き、主演映画を制作するクラウドファンディングを始め、資金調達が成功する。映画製作を開始し、亡くなる直前に病室で上映会を行う。和也は小百合に本当の彼女ではないことを告白しようとするが、千鶴により止められる。
魚が好きで、自宅で肺魚を飼っている。魚に関する知識は豊富である。
水原 千鶴（みずはら ちづる）／一ノ瀬 ちづる（いちのせ ちづる）
声 - 雨宮天（テレビアニメ・2017年PV） / 悠木碧（2018年PV）
演 - 桜田ひより（ドラマ）
本作のメインヒロイン。練馬大学文学部在籍。和也の同級生であるが歳は和也の一つ下で、初登場時19歳。誕生日は4月19日。身長は162.5cm。東京出身。飛鳥山北高校出身。
レンカノ事務所Diamond（ダイアモンド）に所属するレンタル彼女。新人（フレッシュ）クラスではNo.1人気の記録保持者であり、レビューも星5（満点）ばかりである。のちにレギュラークラスに昇格する。「水原千鶴」はレンカノとしての名前で「一ノ瀬ちづる」は本名である。
和也に本当の彼女であると嘘をつかれて友人や家族に紹介されてしまったため、やむなくその嘘に付き合っている。
レンカノとプライベートでは、服装や仕草を変えており、大学ではレンタル彼女であることは隠している。
和也とはレンタル彼女を通じて知り合い、その後同じ大学の同級生、かつ隣人であることが判明する。当初は和也をレンカノの客として距離を置いていたが、後に「フェアなお隣さん」としてプライベートの付き合いも改める。
駆け出しの女優であり、レンカノで稼いだお金はアクターズスクールの費用として使っている。かつて女優であった祖母・小百合が出演した作品をDVDで見て、その演技に圧倒されたことが女優を目指すきっかけとなった。女優になるという夢は祖父との約束でもあったが、祖父が亡くなった後、残された唯一の家族である小百合へ映画デビューを披露すべく奮闘する。
小百合の容体が悪化し、映画デビューが絶望的になった時、和也からクラウドファンディングによる自主制作映画の話を持ち掛けられる。その後、和也とは仕事パートナーとして活動を始める。
映画制作を行う途中に海から実質デートに誘われ躊躇したが、和也の後押しもあり、CFの支援を仰ぐため行くことにした。別れ際に、海から和也のことが好きかを問われ、好きじゃないが、好きじゃなくもないという心境を告白している。
映画が完成した直後、小百合の容態が急変し、小百合の最期を覚悟する。和也から小百合に嘘の恋人を隠し続けて良いのか問われ苦悩するも、奇跡的に意識を取り戻した小百合から真実と嘘の両方の意味や考え続けることの意味を諭され、涙ながらに小百合に自分の思いを吐露する。しかし、結局レンカノのことを話すことは無かった。

七海 麻美（ななみ まみ）
声 - 悠木碧（テレビアニメ・2018年PV）
演 - 秋田汐梨
誕生日は11月13日。身長は158cm。和也の元カノ。練馬大学在籍、ドイツ語専攻。笹野と同じテニスサークルに所属している。東京出身。
和也と1か月付き合っていたが、冒頭で和也に別れを告げる。本人は誰でも良かったため、特別和也に思い入れがあるわけでは無かった。
普段は人当たりのいい性格だが、かなり腹黒い内面がある。自分の本音を裏アカでつぶやいており、和也のことを『童貞』、千鶴のことを『あの女』、瑠夏のことを『メンヘラ』などと心の中で毒づいている。
和也が自分と別れてすぐ「彼女をつくった」ことを自分へのあてつけと考え快く思っておらず、千鶴の初対面時の印象が相まって別れさせようと考えている。最初こそ和也のことを完全に見下していたが、自分にあっさり捨てられたはずの和也が他の女性と関わっていく様子を目の当たりにしたことで、執着心にも似た黒い感情が芽生える。
後に和也が墨と練習デートをしているところを偶然目撃し、墨の素性を調べたことがきっかけで千鶴がレンタル彼女であることを知る。その後はレンカノの客を装って千鶴に接触したり、和也の祖母のSNSアカウントに接触したりと、裏から行動をおこしている。さらに千鶴の正体や和也のクラウドファンディングのことまですべてひとりで調べ上げた。
幼い頃から弟とともに父親からの厳しいしつけを受けて育ち、規律の厳しい中高一貫の女子校に通っていた。高校生の時に知人の紹介で出会った男と交際していたが、父親の強い反発を受け、最終的には相手側から別れを告げられた。厳格な父親に自由な恋愛までも遮られた麻美は、これ以降恋愛に対する考え方を大きく変えることになる。
更科 瑠夏（さらしな るか）
声 - 東山奈央
演 - 工藤美桜
ショートヘアにリボンが特徴の少女。誕生日は8月26日。身長は153cmと小柄だが巨乳。東京出身。栗林の彼女として登場したが、実際はレンカノ事務所メイプルに所属するレンタル彼女。レンカノとしての名前は更科るか（同じ読み）。
先天性の徐脈を患っており、1分間の心拍数が60前後と常人より少ない。そのため、幼少期は激しい運動や興奮で眩暈や息切れを起こしていた。興奮することがあまり行えないため、他の人よりもドキドキを経験していない自分を気にするようになり、「恋」ならドキドキできるのではと考えているとのことで、レンカノの仕事を始める。
当初はレンカノを借りる人は軽薄な人ばかりだと考えていたが、レンカノであるはずの千鶴を大切にする和也の姿勢に、求めていた「ドキドキできる存在」を見つける。その後和也の自宅前に押しかけ、和也を脅迫する形で条件付きで和也の（仮の）彼女となる。何度も和也に強引なアタックを仕掛けているが、内心では和也に迷惑をかけていることを自覚している。しかし、千鶴への気持ちを抑えきれなくなった和也に振られるも関係終了を拒否、強引に関係を続けている。
誰よりも本当の彼女として和也と付き合いたいと考えており、初詣では和也の祖母の和に近づき、千鶴のいる前で和也の彼女であると公言した。千鶴を彼女として既に紹介していた和也からは、虚言癖として周りには説明されている。レンカノでありながら家族からは本当の彼女として扱われている千鶴を一方的にライバル視している。しかし、その千鶴より先に和也と強引にキスを交わしており、ファーストキスであったことを告げている。
麻美同様、目的のために手段を選ばない所があり、度々トラブルを巻き起こす。
桜沢 墨（さくらさわ すみ）
声 - 高橋李依
演 - 沢口愛華
ダイアモンドに所属するレンタル彼女で、千鶴の後輩。歳は千鶴と同い年。誕生日は3月20日。身長は156cm。双路（ふろ）の水女子大学の1年生。桜色の髪と少し太い眉が特徴。アイドルになりたいという夢がある。茨城出身。
日本史が好きで、コミュニケーションが苦手。極度の人見知りで会話もままならず、自分を変えるためにレンカノの仕事をはじめた。しかし、前述の性格から客から苦情が出るほどで、千鶴の頼みで和也と練習デートをする。その時の和也の「優しい子がレンカノに向いてないわけない」の言葉を糧に、徐々にレンカノとして成長している。
励ましてくれた和也に恋心を抱くようになるが、控えめな性格のせいか進展には至っていない。
スピンオフ「彼女、人見知ります」では主人公を務める。
八重森 みに（やえもり みに）
声 - 芹澤優
初登場時は練馬大学1年生で和也や千鶴の一年下の後輩（和也の2歳下、千鶴の1歳下）。誕生日は4月8日。八重歯が特徴の少女。語尾に「っス」を付けて話す。和也たちがクラウドファンディングを行う約2週間前にロイヤルヒルズ練馬の202号室に引っ越してきた。
ネット文化に詳しい現代っ子。二次元キャラクターの新風めい（にいかぜめい）を恋人としている。
「コロネ丸」という名義でコスプレイヤーとして活動している。ツイキャス、ニコ生、YouTube、snowroomを使って配信を行っている。
和也と千鶴がベランダで夜な夜な会話していたところを聞き咎めたことがきっかけで、和也たちと顔見知りとなる。当初は和也のことを警戒していたが、同じ大学で先輩であることを認識したことで警戒が解ける。千鶴のことを最初は和也の彼女と思っていたが、和也の家の前で千鶴とるかの会話を録画しており、千鶴がレンタル彼女であることを知る。その後、和也と話す機会があり、和也と千鶴の本当の関係を知る少ない人物の一人となる。また、1年間も和也が水原に課金し続けた衝撃の金額を知り、その漢気に感動したことから、和也を「師匠」と呼んでいる。
高校生のときにクラウドファンディングをした経験があり、和也の立ち上げたクラウドファンディングに助言をする。
和也には千鶴と幸せになって欲しいと思っており、千鶴に和也の想いを伝えたり、映画の撮影旅行で二人きりになるよう仕組んだりなど行動を起こしている。

### 主要人物の関係者
木部 芳秋（きべ よしあき）
声 - 赤坂柾之
演 - 金子隼也
和也の友人であり、小学校からの幼馴染。元空手部主将。和也の祖母である和とも親交がある。
女っ気の無い和也のことを昔から見ており、和也に水原と一緒に歩いているときは詐欺か宗教勧誘と疑うほどだった。
和也が水原と別れると公言した際には、和也の人柄を話し、和也のことを考え直すよう水原に諭した。また、和也に彼女が出来た祝いとしてフェリーのチケットを二人に渡した。
たびたび哲学的なことを口走るが、ほとんど下ネタが入っている。
栗林 駿（くりばやし しゅん）
声 - 梶原岳人
演 - 鈴木康介
和也の友人。練馬大学経営学科在籍。
マッシュルームカットにメガネが特徴の男性。和也からは「栗林（くり）」と呼ばれている。
実家は長野のりんご園であり、大家族の長男。大学卒業後は実家を継ぐ予定。
海での出来事の後、るかをレンタルし和也と千鶴にるかを自分の彼女と称してボルダリングに誘った。
後にるかからレンカノであることを和也の前でカミングアウトされ、傷心のあまり「もう恋しない」などと裏アカで女不信のツイートばかり垂れ流した。
その後、和也の接待で千鶴とデートをし、千鶴がレンカノであることを知る。和也からは口が軽いと思われているが、前述の経緯から千鶴がレンカノである事実は秘密にしている。
笹野 たけし（ささの たけし）
声 - 吉野貴大
演 - 岩本晟夢
和也の先輩。テニスサークル所属。
モヒカンと右耳のピアスが特徴の男性。木部たちからは「笹（ささ）パイ」と呼ばれている。海や飲み会などで和也たちを誘うことが多い。
今井 みはる（いまい みはる）、島江 園子（しまえ そのこ）
声 - 東城日沙子（今井）、北守さいか（島江）
演 - こもりやさくら（今井）、椚ありさ（島江）
マミの友人。笹野と同じテニスサークル所属。
新保 曜子（しんぽ ようこ）、川中 裕希（かわなか ゆうき）
声 - 咲々木瞳（新保）、栗坂南美（川中）
ちづるの友人たち。
曜子はポニーテールと左目付近の泣きボクロが特徴の女性。裕希はショートボブとメガネが特徴の丸顔の女性。
中野 海（なかの うみ）
声 - 石川界人
ちづるのアクターズスクールの同期であり、役者仲間。容姿端麗な男性。
クリスマスでは課題の本読みと和也へのプレゼント選びの相談のため、ちづると行動を共にする。
舞台「青鷺姫」では倫子の相手役である将軍「義治（よしはる）」を演じる。
クラウドファンディングの宣伝のためのリツイートに協力した。
汐織（しおり）
声 - 小倉唯
苗字は不明。舞台役者である少女。ちづるのことを「ちーちゃん」と呼ぶ。
舞台「青鷺姫」では主演である超おてんばな姫「倫子（ともこ）」を演じる。
牛出 博（うしいで ひろし）
声 - 左座翔丸
和也のバイト先であるカラオケ村の店長。36歳で、キャビンアテンダントをしている妻がいる。
清水 鉄平（しみず てっぺい）
声 - 露崎亘
クラウドファンディング製作企画担当会社の社員で、和也が千鶴主演の映画を自主制作する際の担当。
初心者の和也に、クラウドファンディング製作の厳しさを説く。
田臥（たぶせ）
声 - 寺島拓篤
映像研究部（映研）監督。和也に説得されて、千鶴主演の映画の制作を引き受けた。

### 木ノ下家
木ノ下 和（きのした なごみ）
声 - 野沢由香里
演 - 木野花
和也の父方の祖母。76歳。和也の実家「和酒店」の元店主。和也の祖父が亡くなって以来、借金と和男を背負って一人で店を守ってきたため、家族からは「神様みたいな人」と言われ慕われている。
両親以上に和也を気に掛けており、和也にいい人ができるのが夢であったため、和也が水原を連れてきたときは感涙した。以後、千鶴を「千鶴姫」と呼び、20年間女っ気の無かった和也に初めて出来た彼女として「天女様」と評している。
これまでに3回入院しており、家族全員に心配されている。同じ病院で親しくなった小百合からは「なごみん」と呼ばれている。
木ノ下 和男（きのした かずお）
声 - 三瓶雄樹
演 - おいでやす小田
和也の父。55歳。現在は和に代わり「和酒店」を経営している。
和の無茶振りに振り回されているが、言われるがままの晴美と違い、何度か引き止めようとしている。
和也が水原に金を渡しているところを目撃して和也が水原に借金してると誤解し、後に「半端な付き合いなら別れろ」と詰め寄る。
木ノ下 晴美（きのした はるみ）
声 - 夏谷美希
演 - 野口かおる
和也の母。52歳。夫の和男と共に「和酒店」を経営している。
和男と同じく和の無茶振りに振り回されている。

### 一ノ瀬家
ちづるは4歳の頃に両親がいなくなってしまったため、祖父母に育てられた。
一ノ瀬 小百合（いちのせ さゆり）
声 - 定岡小百合
演 - 朝加真由美
ちづるの祖母。板橋第三病院に入院していた。かつて鳳小百合（おおとり さゆり）の名で活躍していた天才女優。
物語開始時点では、ちづるの残された唯一の家族だった。ときどき死期が近いことを仄めかすジョークを言っていた。
ちづるが和也と付き合っていることを知り、和也の祖母である和と親しくなった。和からは「さゆたそ」と呼ばれていた。
後に退院し、和とその家族と共に温泉旅館に行った。その後程なくして再検査を受けるため再び入院した。
千鶴と和也の合同誕生日会の時に容体が悪化し、余命が幾ばくも無いことを医師に宣告された。それでも周りに心配をかけないよう振舞っていたが、和には見抜かれていた。その後一時的に容体は良くなるも、和也が手がける自主制作映画の上映会の会場へ下見に行った際に再び悪化してしまう。その後、運ばれた病院で断片的に映画を見ることは出来たが、ちづるに想いを伝えそのまま亡くなった。
一ノ瀬 勝人（いちのせ かつひと）
声 - 中尾隆聖
ちづるの祖父。
夢は願い続けるなら必ず叶うがモットーで、生前、ちづるに夢を見ることの大切さを説いていた。
ちづるの夢を応援していたが、ちづるが高校生の時、仕事中に交通事故に遭い命を落とす。亡くなるその直前まで「夢は願い続けるなら必ず叶う」とちづるに言い続けた。
クレーンタクシーの運転手をしていた。遠方に行く度に現地で拾った石を自宅に持ち帰っていたため、ちづるの実家には大小様々な石がたくさん残されている。

## 用語
レンカノ事務所Diamond（ダイアモンド）
千鶴と墨が所属するレンカノ事務所。彼女は指名制で顧客の満足度によってレビューが上下する。
新人（フレッシュ）クラスで1時間5000円、レギュラークラスではさらに毎時1000円アップする。
服装などある程度顧客の希望に応えるが、プール・海など肌の露出を伴う場所へ行くまたは強要する行為は禁じられている。
なお、モデルとなった事務所が存在する。
レンカノ事務所メイプル
瑠夏がかつて所属していたレンカノ事務所。レンタルする描写がないため詳細は不明だが、顧客の満足度によってレビューが上下するシステムだけはダイアモンドと同じ。
せんばづる
元女優である小百合が鳳小百合（おおとり さゆり）として活躍していたときの処女作。
その演技力で当時の演劇界を席捲した作品で、ちづるが女優を目指すきっかけになった。また、ちづるの名前もこの作品が由来になっている。

## 作中舞台
練馬大学
和也や千鶴とその友人たちが所属する大学。経営学部と文学部が存在する。
ロイヤルヒルズ練馬
和也や千鶴が住んでいる2階建てのアパート。和也は203号室、千鶴は204号室に住んでいて、後にみにが202号室に入居する。
同じアパートだが、和也と千鶴の部屋の内装が大きく異なる。
和也とちづるが大学3年生になった時、地震により建物に亀裂が入り、住めなくなってしまった。
作者の宮島はこのアパートについて、「外と中で別の資料を使っているので、細かい描写を求められると微妙に整合性が取れなくなってくる」としている。
板橋第三病院
小百合が療養している病院。和も体調を崩したときにここで入院していた。
和酒店
和也の実家がある4階建ての建物。
1階は和也の父が経営している和酒店で、現在はコンビニになっている。2階は和也の実家で、千鶴と和也の合同誕生日会はここで開かれた。3階と4階は賃貸住宅になっている。
カラオケ村
練馬にあるカラオケ店で、通称カラ村。店長は牛出博。隣の店より時給が10円高い。
和也が週5日でバイトをする場所。後に和也とお試しで付き合う瑠夏も和也との距離を縮めるために働き始める。
木部と笹野、岩舟が和也をからかうために訪れている。麻美が千鶴をレンタルした際にもここを訪れている。

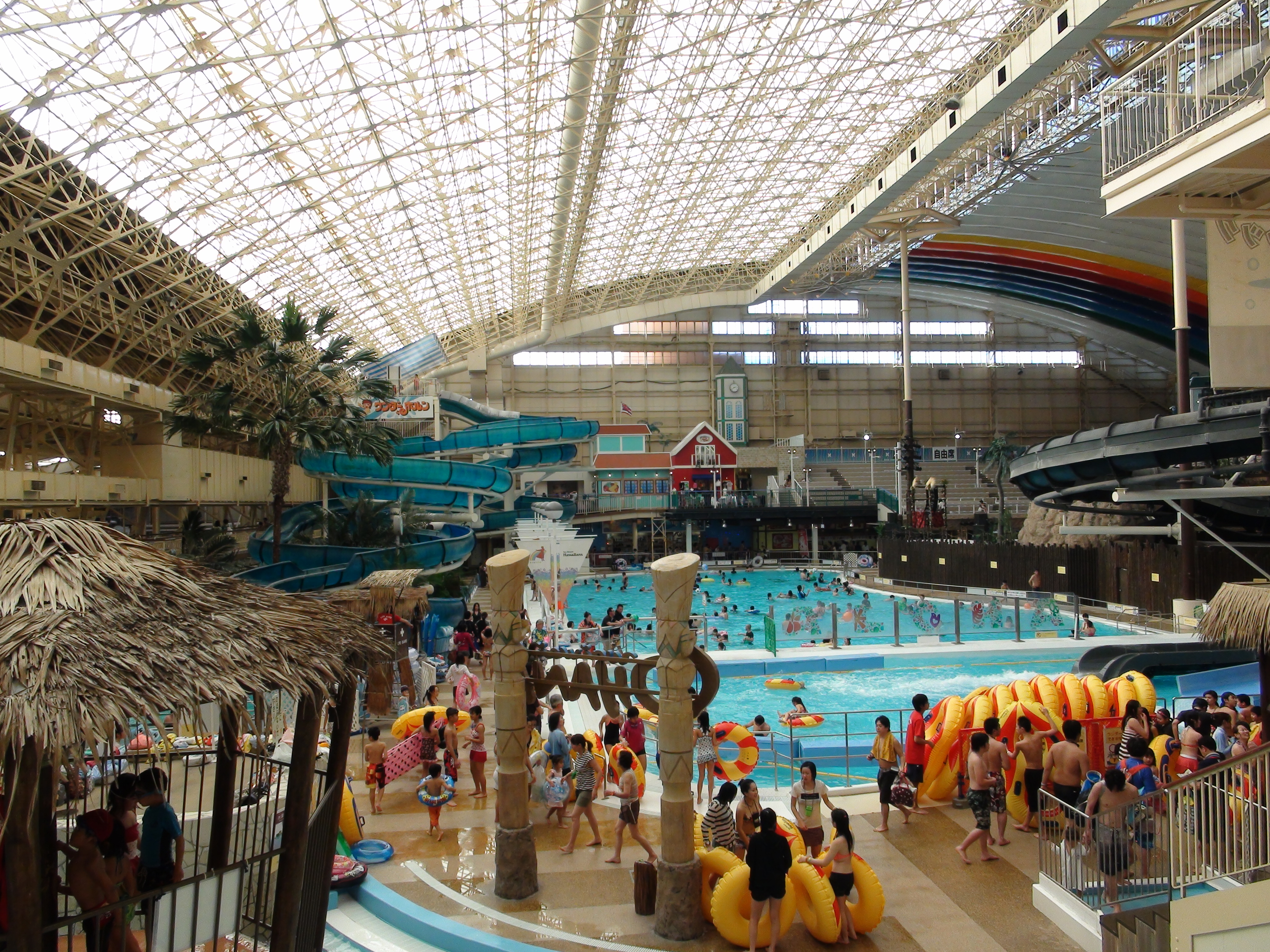
スパリゾートハワイアンズにある屋内プール「ウォーターパーク」。和也たちはここにあるプールやスライダーで遊んだ。麻美が千鶴の正体を暴露したのもこの場所である。

スパリゾートハワイアンズ
和が家族旅行の行き先として選んだ大型レジャー施設。敷地内にあるホテルの支配人と麻美の親が知り合いである。
なお、このレジャー施設は福島県いわき市に実在するものであり、テレビアニメ第4期では取材協力として制作に参加している。

## 書誌情報
- 宮島礼吏 『彼女、お借りします』 講談社〈講談社コミックス〉、既刊41巻（2025年7月16日現在）
  1. 2017年10月17日発売[47]、ISBN 978-4-06-510221-3
  2. 2017年12月15日発売[48]、ISBN 978-4-06-510580-1
  3. 2018年2月16日発売[49]、ISBN 978-4-06-510970-0
  4. 2018年4月17日発売[50]、ISBN 978-4-06-511207-6
  5. 2018年6月15日発売[51]、ISBN 978-4-06-511621-0
  6. 2018年9月14日発売[52]、ISBN 978-4-06-512239-6
  7. 2018年11月16日発売[53]、ISBN 978-4-06-512994-4
  8. 2019年1月17日発売[54]、ISBN 978-4-06-513937-0
  9. 2019年3月15日発売[55]、ISBN 978-4-06-514446-6
  10. 2019年5月17日発売[56]、ISBN 978-4-06-515139-6
  11. 2019年8月16日発売[57]、ISBN 978-4-06-515727-5
  12. 2019年10月17日発売[58]、ISBN 978-4-06-517162-2
  13. 2019年12月17日発売[59]、ISBN 978-4-06-517546-0
  14. 2020年3月17日発売[60]、ISBN 978-4-06-518556-8
  15. 2020年6月17日発売[61]、ISBN 978-4-06-519178-1
  16. 2020年8月17日発売[62]、ISBN 978-4-06-520332-3
  17. 2020年9月17日発売[63]、ISBN 978-4-06-520600-3
  18. 2020年11月17日発売[64]、ISBN 978-4-06-521253-0
  19. 2021年2月17日発売[65]、ISBN 978-4-06-521641-5
  20. 2021年4月16日発売[66]、ISBN 978-4-06-522978-1
  21. 2021年6月17日発売[67]、ISBN 978-4-06-523582-9
  22. 2021年8月17日発売[68]、ISBN 978-4-06-524487-6
  23. 2021年10月15日発売[69]、ISBN 978-4-06-525140-9
  24. 2021年12月17日発売[70]、ISBN 978-4-06-526285-6
  25. 2022年2月17日発売[71]、ISBN 978-4-06-526894-0
  26. 2022年5月17日発売[72]、ISBN 978-4-06-527923-6
  27. 2022年7月15日発売[73]、ISBN 978-4-06-528497-1
  28. 2022年9月16日発売[74]、ISBN 978-4-06-529128-3
  29. 2022年12月16日発売[75]、ISBN 978-4-06-529936-4
  30. 2023年2月17日発売[76]、ISBN 978-4-06-530643-7
  31. 2023年5月17日発売[77]、ISBN 978-4-06-531573-6
  32. 2023年7月14日発売[78]、ISBN 978-4-06-532184-3
  33. 2023年9月14日発売[79]、ISBN 978-4-06-532893-4
  34. 2023年11月16日発売[80]、ISBN 978-4-06-533553-6
  35. 2024年2月16日発売[81]、ISBN 978-4-06-534568-9
  36. 2024年4月17日発売[82]、ISBN 978-4-06-535136-9
  37. 2024年7月17日発売[83]、ISBN 978-4-06-536161-0
  38. 2024年10月17日発売[84]、ISBN 978-4-06-537133-6
  39. 2025年1月17日発売[85]、ISBN 978-4-06-538062-8
  40. 2025年4月16日発売[86]、ISBN 978-4-06-539099-3
  41. 2025年7月16日発売[87]、ISBN 978-4-06-540007-4
    - （水原千鶴ミニ画集付き特装版）同日発売[88]、ISBN 978-4-06-540251-1

単行本のカバーを外したコミックス本体には書下ろしのおまけ漫画「和也の妄想レンタル」が毎巻掲載されている。電子版では27巻から掲載されている。
- 宮島礼吏、木南ユカ（作画協力）『彼女、人見知ります』 講談社〈講談社コミックス〉、既刊3巻（2022年5月17日現在）
  1. 2020年9月17日発売[89]、ISBN 978-4-06-520602-7
  2. 2021年2月17日発売[90]、ISBN 978-4-06-522069-6
  3. 2022年5月17日発売[91]、ISBN 978-4-06-525145-4

- 『彼女、お借りします 公式アンソロジーコミック』講談社〈講談社コミックス〉、2020年8月17日発売[92]、ISBN 978-4-06-520333-0

## コラボレーション
川柳少女
『週刊少年マガジン』2018年29号に、単行本第5巻同時発売を記念して同作とのコラボ袋とじ漫画が掲載された。
TikTok
2019年5月7日よりコラボレーションが行われた。アプリの動画内には声優の竹達彩奈が“理想の彼女”役として出演している。
大東建託リーシング「いい部屋ネット」
2020年7月20日よりテレビアニメ第1期の放送に合わせて、同ブランドのサイト内にてボイスドラマなどのデジタルコンテンツが期間限定で配信された。

## 反響・評価
本作品のテレビアニメ版で監督を務めた古賀一臣は、本作品の第一印象について、「可愛い女の子と冴えない童貞男子の恋愛漫画という意味ではとても王道で、そこにレンタル彼女という新しい切り口で2人の関係性の変化を見せていくのは面白いなぁというのが第一印象でした。『レンタル』という関係が2人の繋がりであり物語が進むにつれ枷（かせ）にもなっていくところが宮島先生は相当考えて設定を作ってるなと思いましたね。」と語っている。

## テレビアニメ
トムス・エンタテインメントのアニメーション制作でテレビアニメ化。毎日放送・TBS系列の深夜アニメ枠『スーパーアニメイズム』ほかにて、第1期は2020年7月から9月まで放送された。第2期は2022年7月から9月まで、第3期は2023年7月から9月まで、ともに第1期と同様『スーパーアニメイズム』枠ほかにて放送された。第4期は分割2クールで放送される予定で、このうち第1クールは2025年7月より毎日放送・TBSテレビ『アニメイズム』B2枠ほかにて放送中。

### 反響・評価（テレビアニメ）
本作品は、アニメ化で原作漫画の売り上げを大きく伸ばした作品のひとつである。累計発行部数は、テレビアニメ化が発表された2019年12月には300万部だったが、アニメ第1期放送開始前の2020年5月には400万部、同年8月には500万部に達した。特に第1巻の売り上げはアニメ化によって10倍以上になった。これについてライターののざわよしのりは、アニメ化で原作の売り上げが急増するのは珍しいものではないが、アニメ化が必ず原作の売り上げに結び付くとは限らないとしたうえで、「視聴者がアニメに惹きこまれなければ、原作の方も読んでみたいという気持ちにならないだろう。その意味では、もともと原作自体が人気を博していた上に、完成度の高いテレビアニメの放送で原作の認知度がさらに高まった『彼女、お借りします』は相乗効果が高い成功例といえる。」と評している。
また、第1期の放送は深夜1時台と遅い時間帯だったが、Twitterでは毎週のように本作品がトレンド入りしていた。

さらに、のざわよしのりは本作品を次のように評している。
| 受賞年 | 賞                                 | 部門                            | 対象                          | 結果       |
| ------ | ---------------------------------- | ------------------------------- | ----------------------------- | ---------- |
| 2021年 | クランチロール・アニメアワード2021 | Best Girl（最優秀女性キャラ）   | 水原千鶴                      | ノミネート |
| 2021年 | クランチロール・アニメアワード2021 | Best Couple（ベストカップル賞） | 水原千鶴 & 木ノ下和也         | ノミネート |
| 2021年 | 第7回 Anime Trending Awards        | Anime of the Year               | （第1期）                     | 13位       |
| 2021年 | 第7回 Anime Trending Awards        | Girl of the Year                | 水原千鶴                      | 1位        |
| 2021年 | 第7回 Anime Trending Awards        | Supporting Boy of the Year      | 木部芳秋                      | 8位        |
| 2021年 | 第7回 Anime Trending Awards        | Supporting Girl of the Year     | 桜沢墨                        | 4位        |
| 2021年 | 第7回 Anime Trending Awards        | Opening Theme Song of the Year  | the peggies「センチメートル」 | 2位        |
| 2021年 | 第7回 Anime Trending Awards        | Best in Character Design        | 平山寛菜                      | 1位        |
| 2021年 | 第7回 Anime Trending Awards        | Comedy Anime of the Year        | （第1期）                     | 3位        |
| 2021年 | 第7回 Anime Trending Awards        | Romance Anime of the Year       | （第1期）                     | 6位        |
| 2024年 | 第10回 Anime Trending Awards       | Girl of the Year                | 水原千鶴                      | 15位       |
| 2024年 | 第10回 Anime Trending Awards       | Ending Theme Song of the Year   | Amber's「エンドロール」       | 11位       |

### スタッフ（テレビアニメ）
|                              | 第1期                            | 第2期                            | 第3期                            | 第4期                            |
| ---------------------------- | -------------------------------- | -------------------------------- | -------------------------------- | -------------------------------- |
| 原作                         | 宮島礼吏                         | 宮島礼吏                         | 宮島礼吏                         | 宮島礼吏                         |
| 監督                         | 古賀一臣                         | 古賀一臣                         | 宇根信也                         | 古賀一臣                         |
| シリーズ構成                 | 広田光毅                         | 広田光毅                         | 広田光毅                         | 広田光毅                         |
| キャラクターデザイン         | 平山寛菜                         | 平山寛菜                         | 平山寛菜                         | 平山寛菜                         |
| プロップデザイン             | 平山寛菜                         | 平山寛菜、棚澤隆                 | 平山寛菜、棚澤隆                 | 平山寛菜、棚澤隆                 |
| プロップデザイン             | N/A                              | N/A                              | N/A                              | 和田卓也                         |
| メカデザイン                 | 棚澤隆                           | N/A                              | N/A                              | N/A                              |
| 美術監督                     | 秋葉みのる                       | 秋葉みのる                       | 秋葉みのる                       | 秋葉みのる                       |
| 色彩設計                     | 石黒文子                         | 石黒文子                         | 石黒文子                         | 長尾朱美                         |
| 撮影監督                     | 坂井慎太郎                       | 坂井慎太郎                       | 坂井慎太郎                       | 坂井慎太郎                       |
| 編集                         | 中葉由美子                       | 中葉由美子                       | 中葉由美子                       | 中葉由美子                       |
| 音響監督                     | 髙桑一                           | 髙桑一                           | 髙桑一                           | 髙桑一                           |
| 音楽                         | ヒャダイン、板垣祐介、大竹智之   | ヒャダイン、板垣祐介、大竹智之   | ヒャダイン、板垣祐介、大竹智之   | ヒャダイン、板垣祐介、大竹智之   |
| 音楽                         | N/A                              | N/A                              | 塚田忠昭                         | N/A                              |
| 音楽プロデューサー           | 酒井康平                         | N/A                              | N/A                              | N/A                              |
| 音楽制作                     | DMM music                        | DMM music                        | DMM music                        | DMM music                        |
| チーフプロデューサー         | 川添千世、 前田俊博              | 澤田愛理、古川慎                 | 山田昇                           | 山田昇                           |
| チーフプロデューサー         | 川添千世、 前田俊博              | 青井宏之                         |                                  |                                  |
| プロデューサー               | 寺尾友里                         | 寺尾友里                         | 寺尾友里                         | 寺尾友里                         |
| プロデューサー               | 澤田愛理、 青井宏之              | 立花耕、山崎博昭                 | 立花耕、山崎博昭                 | 立花耕、山崎博昭                 |
| プロデューサー               | 澤田愛理、 青井宏之              | 柿崎大輝                         | 柿崎大輝                         | 松本拓也                         |
| アニメーションプロデューサー | 山川剛史                         | 山川剛史                         | 山川剛史                         | 山川剛史                         |
| アニメーションプロデューサー | 松嵜義之                         | 熊谷侑也                         | 松嵜義之                         | N/A                              |
| アニメーション制作           | トムス・エンタテインメント       | トムス・エンタテインメント       | トムス・エンタテインメント       | トムス・エンタテインメント       |
| アニメーション制作協力       | スタジオコメット                 | スタジオコメット                 | スタジオコメット                 | N/A                              |
| 製作                         | 「彼女、お借りします」製作委員会 | 「彼女、お借りします」製作委員会 | 「彼女、お借りします」製作委員会 | 「彼女、お借りします」製作委員会 |

### 主題歌
第1期
「センチメートル」
the peggiesによる第1期のオープニングテーマ。作詞・作曲は北澤ゆうほ、編曲はthe peggiesと江口亮。
第13話では挿入歌として使用された。
「告白バンジージャンプ」
halcaによる第1期のエンディングテーマ。作詞・作曲は前山田健一、編曲は板垣祐介。
「FIRST DROP」
halcaによる第7話のエンディングテーマ。作詞は宮嶋淳子、作曲・編曲は塚田耕平。
「君を通して」
雨宮天による第12話の挿入歌。作詞はやまし、作曲・編曲は宮川麿。
第2期
「ヒミツ恋ゴコロ」
CHiCO with HoneyWorksによる第2期のオープニングテーマ。作詞・作曲・編曲はHoneyWorks。
「言えない feat.asmi」
MIMiNARIによる第2期のエンディングテーマ。作詞・作曲・編曲はMIMiNARI、フィーチャリングボーカルはasmi。
「まみラップ」
七海麻美（悠木碧）による第19話の挿入歌。作詞は宮島礼吏、補作詞・作曲は前山田健一、編曲は大竹智之。
「DATE」
水原千鶴（雨宮天）による第20話の挿入歌。作詞は宮島礼吏、補作詞・作曲は前山田健一、編曲は板垣祐介。
「彼女宣言」
更科瑠夏（東山奈央）による第21話の挿入歌。作詞は宮島礼吏、補作詞・作曲は前山田健一、編曲は三好啓太。
「桜selfish」
桜沢墨（高橋李依）による第23話の挿入歌。作詞は宮島礼吏、補作詞・作曲は前山田健一、編曲は大竹智之。
「Favorite Lover」
水原千鶴（雨宮天）、七海麻美（悠木碧）、更科瑠夏（東山奈央）、桜沢墨（高橋李依）による第24話の挿入歌。作詞は宮島礼吏、補作詞・作曲は前山田健一、編曲は板垣祐介。
第3期
「恋愛ミリフィルム」
halcaによる第3期のオープニングテーマ。作詞・作曲は北澤ゆうほ、編曲は江口亮。
「エンドロール」
Amber'sによる第3期のエンディングテーマ。作詞は豊島こうき、作曲はAmber's、編曲はAmber'sと奈良悠樹。
第32話と第33話では、本楽曲の別アレンジ版「エンドロール（Ballad Version）」がエンディングテーマとして使用された。
第4期
「Umitsuki」
ClariSによる第4期のオープニングテーマ。作詞はClariS、作曲は栗林悟と栗原暁、編曲は栗林悟。
「ぼくのベガ」
リーガルリリーによる第4期のエンディングテーマ。作詞・作曲はたかはしほのか、編曲はリーガルリリー。

### 各話リスト（テレビアニメ）
| 話数     | サブタイトル                  | 脚本     | 絵コンテ       | 演出                         | 作画監督                                                                                          | 総作画監督                          | 初放送日       |       |       |       |       |       |       |       |       |       |       |       |       |       |       |       |       |       |
| 第1期    | 第1期                         | 第1期    | 第1期          | 第1期                        | 第1期                                                                                             | 第1期                               | 第1期          | 第1期 | 第1期 | 第1期 | 第1期 | 第1期 | 第1期 | 第1期 | 第1期 | 第1期 | 第1期 | 第1期 | 第1期 | 第1期 | 第1期 | 第1期 | 第1期 | 第1期 |
| -------- | ----------------------------- | -------- | -------------- | ---------------------------- | ------------------------------------------------------------------------------------------------- | ----------------------------------- | -------------- | ----- | ----- | ----- | ----- | ----- | ----- | ----- | ----- | ----- | ----- | ----- | ----- | ----- | ----- | ----- | ----- | ----- |
| 満足度1  | レンタル彼女 -レンカノ-       | 広田光毅 | 古賀一臣       | ウヱノ史博                   | 平山寛菜 河本零王 時矢義則                                                                        | 平山寛菜                            | 2020年 7月11日 |       |       |       |       |       |       |       |       |       |       |       |       |       |       |       |       |       |
| 満足度2  | 元カノと彼女 -モトカノ-       | 広田光毅 | 中西基樹       | 棚澤隆                       | 佐藤明日香 石本英治 加藤壮 堀内優 谷口繁則                                                        | 平山寛菜                            | 7月18日        |       |       |       |       |       |       |       |       |       |       |       |       |       |       |       |       |       |
| 満足度3  | 海と彼女 -ナツカノ-           | 広田光毅 | 葛谷直行       | 山田卓                       | 油布京子 平山寛菜 野本正幸 時矢義則 笠原由博 加藤壮                                               | 平山寛菜                            | 7月25日        |       |       |       |       |       |       |       |       |       |       |       |       |       |       |       |       |       |
| 満足度4  | 友達と彼女 -マサカノ-         | 広田光毅 | 大宙征基       | 山田晃                       | 森前和也 飯飼一幸 監物ケビン雄太 興石暁 高橋万帆                                                  | 平山寛菜                            | 8月1日         |       |       |       |       |       |       |       |       |       |       |       |       |       |       |       |       |       |
| 満足度5  | 温泉と彼女 -イマカノ-         | 坪田文   | 葛谷直行       | 山田卓                       | 谷澤泰史 華房泰堂                                                                                 | 平山寛菜                            | 8月8日         |       |       |       |       |       |       |       |       |       |       |       |       |       |       |       |       |       |
| 満足度6  | 彼女と彼女 -カノカノ-         | 上原莉恵 | 大宙征基       | 宇根信也                     | 加藤壮 飯田清貴                                                                                   | 平山寛菜                            | 8月15日        |       |       |       |       |       |       |       |       |       |       |       |       |       |       |       |       |       |
| 満足度7  | 仮カノと彼女 -カリカノ-       | 広田光毅 | 葛谷直行       | 古賀一臣                     | 山本真嗣 たむらかずひこ 平山寛菜 油布京子 佐藤明日香 川添亜希子 石本英治 泉明宏 野本正幸 時矢義則 | 平山寛菜                            | 8月22日        |       |       |       |       |       |       |       |       |       |       |       |       |       |       |       |       |       |
| 満足度8  | クリスマスと彼女 -クリカノ-   | 坪田文   | 葛谷直行       | 門田英彦                     | 谷澤泰史 華房泰堂 内藤圭                                                                          | 平山寛菜                            | 8月29日        |       |       |       |       |       |       |       |       |       |       |       |       |       |       |       |       |       |
| 満足度9  | 嘘と彼女 -ウソカノ-           | 広田光毅 | 大宙征基       | 葛谷直行                     | 鈴木光 加藤壮 高橋敦子                                                                            | 平山寛菜                            | 9月5日         |       |       |       |       |       |       |       |       |       |       |       |       |       |       |       |       |       |
| 満足度10 | 友達の彼女 -トモカノ-         | 上原莉恵 | 葛谷直行       | 棚沢隆 木村佳嗣              | 高橋万帆 森前和也 岩田竜二 監物ケビン雄太 ふたふさ 飯飼一幸 藤田正幸                              | 平山寛菜                            | 9月12日        |       |       |       |       |       |       |       |       |       |       |       |       |       |       |       |       |       |
| 満足度11 | 真実と彼女 -シンカノ-         | 上原莉恵 | ヤマサキオサム | 山田卓                       | 谷澤泰史 華房泰堂 内藤圭 福山貴人                                                                 | 平山寛菜                            | 9月19日        |       |       |       |       |       |       |       |       |       |       |       |       |       |       |       |       |       |
| 満足度12 | 告白と彼女 -コクカノ-         | 広田光毅 | 古賀一臣       | 古賀一臣                     | 野本正幸 飯田清貴 加藤壮 時矢義則 ウクレレ善似郎 高橋敦子 平山寛菜                                | 平山寛菜                            | 9月26日        |       |       |       |       |       |       |       |       |       |       |       |       |       |       |       |       |       |
| 第2期    |                               |          |                |                              |                                                                                                   |                                     |                |       |       |       |       |       |       |       |       |       |       |       |       |       |       |       |       |       |
| 満足度13 | 夢と彼女 -ユメカノ-           | 広田光毅 | 古賀一臣       | 古賀一臣                     | 野本正幸 飯田清貴 森前和也 徳永さやか                                                             | 平山寛菜                            | 2022年 7月2日  |       |       |       |       |       |       |       |       |       |       |       |       |       |       |       |       |       |
| 満足度14 | いつもの彼女 -オフカノ-       | 広田光毅 | 鈴木恭兵       | 鈴木恭兵                     | 佐藤哲也 長谷川圭 加藤壮 鈴木光                                                                   | 平山寛菜                            | 7月9日         |       |       |       |       |       |       |       |       |       |       |       |       |       |       |       |       |       |
| 満足度15 | 再来の彼女 -サイカノ-         | 上原莉恵 | 葛谷直行       | 木村佳嗣                     | 阿部由佳 柄谷綾子                                                                                 | 平山寛菜                            | 7月16日        |       |       |       |       |       |       |       |       |       |       |       |       |       |       |       |       |       |
| 満足度16 | 夜と彼女 -バンカノ-           | 上原莉恵 | 葛谷直行       | 前園文夫                     | 長坂綾子                                                                                          | 平山寛菜                            | 7月23日        |       |       |       |       |       |       |       |       |       |       |       |       |       |       |       |       |       |
| 満足度17 | 誕生日と彼女 -バーカノ-       | 上原莉恵 | 宇根信也       | 宇根信也                     | 時矢義則 飯田清貴 鈴木光 徳永さやか                                                               | 平山寛菜                            | 7月30日        |       |       |       |       |       |       |       |       |       |       |       |       |       |       |       |       |       |
| 満足度18 | 酒と彼女 -エンカノ-           | 広田光毅 | 大宙征基       | 森田侑希                     | 片岡恵美子 森悦史 藤田正幸                                                                        | 平山寛菜                            | 8月6日         |       |       |       |       |       |       |       |       |       |       |       |       |       |       |       |       |       |
| 満足度19 | 元カノとカノジョ -トリカノ-   | 上原莉恵 | 葛谷直行       | 安藤健 前園文夫              | 佐藤哲也 長谷川圭 長坂綾子                                                                        | 平山寛菜                            | 8月13日        |       |       |       |       |       |       |       |       |       |       |       |       |       |       |       |       |       |
| 満足度20 | 青春と彼女 -コスカノ-         | 上原莉恵 | 古賀一臣       | 岩垂瑞樹                     | 三橋桜子 大野勉 福永智子 舘崎大 黒翼冰嵐 Calvin Zhong 山村俊了                                    | 平山寛菜                            | 8月20日        |       |       |       |       |       |       |       |       |       |       |       |       |       |       |       |       |       |
| 満足度21 | キスと彼女 -ジッカノ-         | 坪田文   | 深谷由里香     | 深谷由里香                   | 加藤壮 野本正幸 時矢義則 徳永さやか                                                               | 平山寛菜                            | 8月27日        |       |       |       |       |       |       |       |       |       |       |       |       |       |       |       |       |       |
| 満足度22 | 指輪と彼女 -リンカノ-         | 坪田文   | 葛谷直行       | 山中集人 宇根信也 深谷由里香 | 鈴木光 加藤壮 HUE HYEJUNG                                                                         | 平山寛菜                            | 9月3日         |       |       |       |       |       |       |       |       |       |       |       |       |       |       |       |       |       |
| 満足度23 | お饗しと彼女 -モテカノ-       | 坪田文   | 大宙征基       | 前園文夫                     | 長坂綾子 小野ひろみ 内藤圭                                                                        | 平山寛菜                            | 9月10日        |       |       |       |       |       |       |       |       |       |       |       |       |       |       |       |       |       |
| 満足度24 | 彼女と俺 -イツカノ-           | 広田光毅 | 古賀一臣       | 古賀一臣                     | 加藤壮 鈴木光 野本正幸 Park mi hyoun                                                              | 平山寛菜                            | 9月17日        |       |       |       |       |       |       |       |       |       |       |       |       |       |       |       |       |       |
| 第3期    |                               |          |                |                              |                                                                                                   |                                     |                |       |       |       |       |       |       |       |       |       |       |       |       |       |       |       |       |       |
| 満足度25 | 手料理と彼女 -オムカノ-       | 広田光毅 | 宇根信也       | 宇根信也                     | 姉崎早也花 時矢義則 飯田清貴 野本正幸                                                             | 鈴木光                              | 2023年 7月8日  |       |       |       |       |       |       |       |       |       |       |       |       |       |       |       |       |       |
| 満足度26 | 隣室の彼女 -トナカノ-         | 広田光毅 | 宇根信也       | 真野玲                       | 長坂綾子 日置正志                                                                                 | 小野ひろみ                          | 7月15日        |       |       |       |       |       |       |       |       |       |       |       |       |       |       |       |       |       |
| 満足度27 | 経験者と彼女 -サクカノ-       | 広田光毅 | 岩岡夢子       | 鈴木恭兵                     | 姉崎早也花 時矢義則 中野彰子                                                                      | 鈴木光                              | 7月22日        |       |       |       |       |       |       |       |       |       |       |       |       |       |       |       |       |       |
| 満足度28 | 最終日と彼女 -ギリカノ-       | 広田光毅 | 大畑晃一       | 西村大樹                     | 武口憲司 權容祥 耿松                                                                              | 小野ひろみ                          | 7月29日        |       |       |       |       |       |       |       |       |       |       |       |       |       |       |       |       |       |
| 満足度29 | 撮影と彼女 -エイガノ-         | 上原莉恵 | 高柳哲司       | 間田頼秀                     | 飯田清貴 髙野友稀 趙小川 徐超 陳玲玲 姜海華                                                       | 鈴木光                              | 8月5日         |       |       |       |       |       |       |       |       |       |       |       |       |       |       |       |       |       |
| 満足度30 | ラストシーンと彼女 -ラスカノ- | 広田光毅 | 大畑晃一       | 真野玲                       | 長坂綾子 日置正志                                                                                 | 小野ひろみ                          | 8月12日        |       |       |       |       |       |       |       |       |       |       |       |       |       |       |       |       |       |
| 満足度31 | 和也と彼女 -ナマカノ-         | 上原莉恵 | 鈴木恭平       | 鈴木恭平 葛谷直行            | 姉崎早也花 時矢義則 中野彰子                                                                      | 鈴木光                              | 8月19日        |       |       |       |       |       |       |       |       |       |       |       |       |       |       |       |       |       |
| 満足度32 | 家族と彼女 -ツミカノ-         | 上原莉恵 | 大宙征基       | 門田英彦                     | 谷澤泰史 飯田清貴 權容祥 耿松                                                                     | 小野ひろみ                          | 9月2日         |       |       |       |       |       |       |       |       |       |       |       |       |       |       |       |       |       |
| 満足度33 | お別れと彼女 -セイカノ-       | 広田光毅 | 大宙征基       | 真野玲                       | 長坂綾子 日置正志                                                                                 | 小野ひろみ                          | 9月9日         |       |       |       |       |       |       |       |       |       |       |       |       |       |       |       |       |       |
| 満足度34 | 突発旅行と彼女 -トツカノ-     | 上原莉恵 | 高柳哲司       | 高林久弥                     | 中野彰子 趙小川 徐超 陳玲玲 姜海華                                                                | 鈴木光                              | 9月16日        |       |       |       |       |       |       |       |       |       |       |       |       |       |       |       |       |       |
| 満足度35 | 彼女と彼氏 -カノカレ-         | 広田光毅 | 大畑晃一       | 真野玲                       | 谷澤泰史 武口憲司 權容祥 马𦍌                                                                     | 小野ひろみ                          | 9月23日        |       |       |       |       |       |       |       |       |       |       |       |       |       |       |       |       |       |
| 満足度36 | 理想の彼女と彼女 -カレカノ-   | 広田光毅 | 宇根信也       | 宇根信也                     | 加藤壮 時矢義則 飯田清貴                                                                          | 鈴木光                              | 9月30日        |       |       |       |       |       |       |       |       |       |       |       |       |       |       |       |       |       |
| 第4期    |                               |          |                |                              |                                                                                                   |                                     |                |       |       |       |       |       |       |       |       |       |       |       |       |       |       |       |       |       |
| 満足度37 | 日常と彼女 -ニッカノ-         | 広田光毅 | 古賀一臣       | 古賀一臣                     | 斉藤千比呂 熊谷香代子                                                                             | 平山寛菜 菊地奨之 鷲田敏弥 菊地華子 | 2025年 7月5日  |       |       |       |       |       |       |       |       |       |       |       |       |       |       |       |       |       |
| 満足度38 | 溜め息と彼女 -タメカノ-       | 広田光毅 | カサヰケンイチ | 中野彰子                     | 谷澤泰史 武口憲司 權容祥                                                                          | 小野ひろみ                          | 7月12日        |       |       |       |       |       |       |       |       |       |       |       |       |       |       |       |       |       |
| 満足度39 | 代官山と彼女 -ダイカノ-       | 広田光毅 | 宇根信也       | 中野彰子                     | 谷澤泰史 武口憲司                                                                                 | 小野ひろみ                          | 7月19日        |       |       |       |       |       |       |       |       |       |       |       |       |       |       |       |       |       |
| 満足度40 | 決意と彼女 -キメカノ-         | 上原莉恵 | 松園公         | 小泉まりえ                   | 武士鵬 三船智帆                                                                                   | 武士鵬                              | 7月26日        |       |       |       |       |       |       |       |       |       |       |       |       |       |       |       |       |       |
| 満足度41 | その時と彼女 -バッカノ-       | 上原莉恵 | 西澤晋         | 木村寛                       | 雨咲和 Igor Oleynikov Anzelika Soemy Yuka                                                         | 夘野智子                            | 8月2日         |       |       |       |       |       |       |       |       |       |       |       |       |       |       |       |       |       |
| 満足度42 | 家族旅行と彼女 -タビカノ-     | 広田光毅 | 松園公         | 門田英彦                     | 谷澤泰史 武口憲司 權容祥 金澤龍                                                                   | 小野ひろみ                          | 8月9日         |       |       |       |       |       |       |       |       |       |       |       |       |       |       |       |       |       |
| 満足度43 | ハワイアンズと彼女 -ハワカノ- | 上原莉恵 | 松園公         | 中野彰子                     | 和田卓也                                                                                          | 小野ひろみ                          | 8月16日        |       |       |       |       |       |       |       |       |       |       |       |       |       |       |       |       |       |
| 満足度44 | 紐と彼女 -ポロカノ-           | 広田光毅 | 木下大悟       | 小泉まりえ                   | 武志鵬 平賀あかり 申羅羅                                                                          | 武志鵬                              | -              |       |       |       |       |       |       |       |       |       |       |       |       |       |       |       |       |       |

### 放送局（テレビアニメ）
第1期については当初、毎日放送・TBSテレビ・BS-TBSの深夜アニメ枠『アニメイズム』にて放送される予定だったが、同時期に全国ネットの『スーパーアニメイズム』枠にて放送が予定されていた『ハイキュー!! TO THE TOP』（第2クール）が新型コロナウイルスの影響により放送を延期することとなり、代わりに本作品が『スーパーアニメイズム』枠にて放送された。
| 放送期間 | 放送時間                     | 放送局                                 | 対象地域 | 備考                                                   |
| --- | ---------------------------- | -------------------------------------- | -------- | ------------------------------------------------------ |
| 2020年7月11日 - 9月26日 | 土曜 1:25 - 1:55（金曜深夜） | 毎日放送（製作参加） ほかTBS系列全28局 | 日本国内 | 字幕放送 / 連動データ放送 / 『スーパーアニメイズム』枠 |
| 2020年7月12日 - 9月27日 | 日曜 23:00 - 23:30           | AT-X                                   | 日本全域 | CS放送 / リピート放送あり                              |
| 当初はBS-TBSでも放送予定だったが、『スーパーアニメイズム』枠への変更により、同局が同枠の非放送を維持したため、放送されなくなった。 |                              |                                        |          |                                                        |

| 配信開始日    | 配信時間                   | 配信サイト |
| ------------- | -------------------------- | --- |
| 2020年7月11日 | 土曜 2:00（金曜深夜） 更新 | dアニメストア Netflix |
| 2020年7月16日 | 木曜 2:00（水曜深夜） 更新 | U-NEXT アニメ放題 Amazon Prime Video ニコニコチャンネル FOD ABEMA ひかりTV dTV GYAO! MBS動画イズム TVer クランクイン!ビデオ ビデオマーケット music.jp バンダイチャンネル Hulu |
|               | 木曜 10:00 更新            | DMM.com |
|               | 木曜 12:00 更新            | J:COMオンデマンド auスマートパスプレミアム milplus HAPPY!動画 TELASA |
|               | 木曜 23:00 - 23:30         | ニコニコ生放送 |

| 放送期間 | 放送時間                     | 放送局                                 | 対象地域 | 備考                                                   |
| --- | ---------------------------- | -------------------------------------- | -------- | ------------------------------------------------------ |
| 2022年7月2日 - 9月17日 | 土曜 1:25 - 1:55（金曜深夜） | 毎日放送（製作参加） ほかTBS系列全28局 | 日本国内 | 字幕放送 / 連動データ放送 / 『スーパーアニメイズム』枠 |
| | 土曜 2:30 - 3:00（金曜深夜） | BS-TBS                                 | 日本全域 | BS/BS4K放送                                            |
| 2022年7月7日 - 9月22日 | 木曜 21:30 - 22:00           | AT-X                                   | 日本全域 | CS放送 / 字幕放送 / リピート放送あり                   |
| BS-TBS以外の各局では放送前週に特番『彼女、お借りします 第2期記念番組 -特番と彼女-』が放送された。 ミニアニメ『彼女、お借りします ぷち（第2期）』は地上波のおしり枠のみでの放送。 |                              |                                        |          |                                                        |

| 配信開始日   | 配信時間                   | 配信サイト |
| ------------ | -------------------------- | --- |
| 2022年7月2日 | 土曜 2:00（金曜深夜） 更新 | dアニメストア ひかりTV |
| 2022年7月7日 | 木曜 2:00（水曜深夜） 更新 | U-NEXT ABEMA Disney+ Netflix Amazon Prime Video アニメ放題 バンダイチャンネル Hulu FOD MBS動画イズム GYAO! dTV ニコニコチャンネル TVer ビデオマーケット music.jp GYAO!ストア クランクイン!ビデオ |
|              | 木曜 10:00 更新            | DMM.com |
|              | 木曜 12:00 更新            | HAPPY!動画 |
|              | 木曜 22:30 - 23:00         | ニコニコ生放送 |
| 2022年7月8日 | 金曜 0:00（木曜深夜） 更新 | TELASA J:COMオンデマンド milplus auスマートパスプレミアム |

| 放送期間                   | 放送時間                     | 放送局                                 | 対象地域 | 備考                                        |
| -------------------------- | ---------------------------- | -------------------------------------- | -------- | ------------------------------------------- |
| 2023年7月8日 - 9月30日     | 土曜 1:23 - 1:53（金曜深夜） | 毎日放送（製作参加） ほかTBS系列全28局 | 日本国内 | 連動データ放送 / 『スーパーアニメイズム』枠 |
| 2023年7月18日 - 10月3日    | 火曜 22:00 - 22:30           | AT-X                                   | 日本全域 | CS放送 / リピート放送あり                   |
| 全放送局で字幕放送を実施。 |                              |                                        |          |                                             |

| 配信開始日    | 配信時間                     | 配信サイト |
| ------------- | ---------------------------- | --- |
| 2023年7月8日  | 土曜 1:53（金曜深夜） 更新   | DMM TV |
| 2023年7月11日 | 火曜 1:53（月曜深夜） 更新   | dアニメストア |
| 2023年7月13日 | 木曜 1:53（水曜深夜） 更新   | ABEMA Lemino Amazon Prime Video U-NEXT アニメ放題 ニコニコチャンネル Hulu FOD MBS動画イズム TVer クランクイン!ビデオ |
|               | 木曜 1:53 - 2:23（水曜深夜） | ニコニコ生放送 |
|               | 木曜 2:00（水曜深夜） 更新   | バンダイチャンネル Disney+                                                                                           |
|               | 木曜 12:00 更新              | HAPPY!動画 |
| 2023年7月15日 | 土曜 0:00（金曜深夜） 更新   | TELASA J:COMオンデマンド milplus auスマートパスプレミアム                                                            |
| 2023年7月27日 | 木曜 1:53（水曜深夜） 更新   | アニメタイムズ |

| 放送期間                                                                               | 放送時間                     | 放送局      | 対象地域   | 備考                                 |
| -------------------------------------------------------------------------------------- | ---------------------------- | ----------- | ---------- | ------------------------------------ |
| 2025年7月5日 -                                                                         | 土曜 2:23 - 2:53（金曜深夜） | 毎日放送    | 近畿広域圏 | 製作参加                             |
|                                                                                        |                              | TBSテレビ   | 関東広域圏 |                                      |
|                                                                                        |                              | CBCテレビ   | 中京広域圏 |                                      |
|                                                                                        | 土曜 3:00 - 3:30（金曜深夜） | BS-TBS      | 日本全域   | BS/BS4K放送                          |
|                                                                                        | 土曜 23:30 - 日曜 0:00       | AT-X        | 日本全域   | CS放送 / 字幕放送 / リピート放送あり |
| 2025年7月6日 -                                                                         | 日曜 3:00 - 3:30（土曜深夜） | RKB毎日放送 | 福岡県     |                                      |
| 2025年7月8日 -                                                                         | 火曜 2:29 - 2:59（月曜深夜） | 北海道放送  | 北海道     |                                      |
| 毎日放送・TBSテレビ・BS-TBSでは『アニメイズム』B2枠、CBCテレビでは『アニメイズム』枠。 |                              |             |            |                                      |

| 配信開始日     | 配信時間                   | 配信サイト | 備考     |
| -------------- | -------------------------- | --- | -------- |
| 2025年7月1日   | 火曜 22:00 更新            | DMM TV dアニメストア | 先行配信 |
| 2025年7月7日   | 月曜 0:00（日曜深夜） 更新 | U-NEXT アニメ放題 ABEMA Lemino Amazon Prime Video Disney+ バンダイチャンネル Hulu FOD ニコニコチャンネル AnimeFesta TVer MBS動画イズム |          |
|                | 月曜 12:00 更新            | HAPPY!動画 |          |
| 2025年7月8日   | 火曜 0:00（月曜深夜） 更新 | TELASA J:COM STREAM 見放題 Pontaパス milplus                                                                                           |          |
| 2025年9月22日  | 月曜 0:00（日曜深夜） 更新 | ビデオマーケット カンテレドーガ music.jp                                                                                               |          |
| 2025年10月24日 | 金曜 更新                  | Netflix |          |

### かのかりコール
2019年12月15日より開始された、本作の登場人物に電話をかけることが出来るサービス。通話料金は無料で、誰が出るかについて当初は公式Twitterで予告されていたが、2020年9月13日より、千鶴、瑠夏、墨、麻美がランダムで通話に出る。
電話番号は0800-222-7144（ぜろはちぜろぜろ-ふふふ-ないしょ）。
キャラクターの誕生日やバレンタイン、七夕など、その日一日限定の通話内容がある。これらは過去の「かのかりコール」詰め合わせPlayPicなどの特典としてBlu-ray Discに同梱される形で発売された。

### ミニアニメ
彼女、お借りします ぷち
TVアニメ公式twitterおよびテレビアニメにて配信・放送のミニアニメ。脚本は岩佐貴博、映像・デザイン・撮影はよしとも、アニメーション制作はAQUA ARIS。
第1期
2020年7月17日から同年10月1日までTVアニメ公式Twitterにて配信される。『ぷち』最終回が第1期最終話の"おしり枠"にて先行放送された。
第2期
2022年7月2日から同年9月17日まで第2期本放送の"おしり枠"にて放送され、7月5日よりTVアニメ公式Twitterでも配信された。
第3期
2023年9月19日から同年10月11日までTVアニメ公式Twitterにて配信された。こちらのTV放送は行われず完全Web限定である。
かのかり×halca コラボミニアニメ
第1期エンディングテーマ、第3期オープニングテーマを担当したhalcaとコラボしたミニアニメ。2020年8月21日と2023年9月9日にTVアニメ公式Twitterおよびhalca Official YouTube Channelにて配信された。
かのかり×the peggies コラボミニアニメ
第3期オープニングテーマを担当したthe peggiesとコラボしたミニアニメ。2020年8月25日にTVアニメ公式TwitterおよびSony Music YouTube公式チャンネルにて配信された。
かのかり×Amber's コラボミニアニメ
第3期エンディングテーマを担当したAmber'sとコラボしたミニアニメ。2023年9月23日にTVアニメ公式TwitterおよびAmber's Official Channelにて配信された。
彼女、お借りします×いい部屋ネット
いい部屋ネット公式Twitterのフォロワー数74000人突破を記念にオリジナル音声ドラマ千鶴verをアニメ化し、2020年9月9日いい部屋ネット公式Twitterにて配信された。
彼女、お借りします×てんぷる コラボミニアニメ
TVアニメ『てんぷる』とコラボしたミニアニメ。2023年8月5日から同年8月26日まで両TVアニメの公式TwitterおよびDMM pictures、KING AMUSEMENT CREATIVEのYouTube公式チャンネルで配信された。

### ボイスドラマ
いい部屋ネット×彼女、お借りしますオリジナル音声ドラマ
かのかり デートムービー
2020年6月13日から同年10月6日までTVアニメ公式twitterで配信された恋愛ゲーム風の短編動画。2022年5月25日より新作動画の更新を再開。

### BD（テレビアニメ）
| 巻 | 発売日         | 規格品番  |
| -- | -------------- | --------- |
| 1  | 2020年10月28日 | DMPXA-132 |
| 2  | 2020年11月25日 | DMPXA-133 |
| 3  | 2020年12月23日 | DMPXA-134 |
| 4  | 2021年1月27日  | DMPXA-135 |

| 巻 | 発売日         | 規格品番  |
| -- | -------------- | --------- |
| 1  | 2022年10月26日 | DMPXA-286 |
| 2  | 2022年11月30日 | DMPXA-287 |
| 3  | 2022年12月21日 | DMPXA-288 |
| 4  | 2023年1月25日  | DMPXA-289 |

| 巻 | 発売日         | 収録話          | 規格品番  |
| -- | -------------- | --------------- | --------- |
| 上 | 2023年11月29日 | 第25話 - 第30話 | DMPXA-336 |
| 下 | 2023年12月20日 | 第31話 - 第36話 | DMPXA-337 |

| 巻 | 発売日             | 収録話          | 規格品番  |
| -- | ------------------ | --------------- | --------- |
| 上 | 2025年12月24日予定 | 第37話 - 第42話 | DMPXA-450 |
| 下 | 2026年1月28日予定  | 第43話 - 第48話 | DMPXA-451 |

### 関連書籍
- 『彼女、お借りします TVアニメ第1期 公式設定資料集』 2021年2月17日発売[158]、ISBN 978-4-06-522068-9

| 毎日放送制作・TBS系列 スーパーアニメイズム              | 毎日放送制作・TBS系列 スーパーアニメイズム                              | 毎日放送制作・TBS系列 スーパーアニメイズム |
| 前番組                                                  | 番組名                                                                  | 次番組 |
| ------------------------------------------------------- | ----------------------------------------------------------------------- | --- |
| アルゴナビス from BanG Dream!                           | 彼女、お借りします（第1期）                                             | 呪術廻戦（第1期） |
| ダンス・ダンス・ダンスールじゃんたま PONG☆ - ※おしり枠  | 彼女、お借りします（第2期）彼女、お借りします ぷち（第2期） - ※おしり枠 | 聖剣伝説 Legend of Mana -The Teardrop Crystal- |
| 女神のカフェテラス（第1期）                             | 彼女、お借りします（第3期）                                             | アンデッドアンラック |
| 毎日放送・TBSテレビ アニメイズム B2                     |                                                                         | |
| ダンダダン（第1期・再放送）                             | 彼女、お借りします（第4期・第1クール）                                  | - |
| 毎日放送 土曜 2:23 - 2:53（金曜深夜）                   |                                                                         | |
| ダンダダン（第1期・再放送） （2025年4月12日 - 6月27日） | 彼女、お借りします（第4期・第1クール） （2025年7月5日 - ）              | 信じていた仲間達にダンジョン奥地で殺されかけたが ギフト『無限ガチャ』でレベル9999の仲間達を手に入れて 元パーティーメンバーと世界に復讐&『ざまぁ！』します！ （2025年10月4日 - ） |
| TBSテレビ 土曜 2:23 - 2:53（金曜深夜）                  |                                                                         | |
| ダンダダン（第1期・再放送） （2025年4月12日 - 6月27日） | 彼女、お借りします（第4期・第1クール） （2025年7月5日 - ）              | - |

## テレビドラマ
2022年7月3日から9月25日まで朝日放送テレビの「ドラマL」枠ほかにて放送された。主演は大西流星。
メインキャストは「#登場人物」を参照。また、テレビアニメ版で水原千鶴役を演じる雨宮天が声のゲスト出演をしている。

### スタッフ（テレビドラマ）
- 原作 - 宮島礼吏『彼女、お借りします』（講談社『週刊少年マガジン』連載）[161]
- 脚本 - 阿相クミコ[161]
- 監督 - 山本大輔、今和紀[161]
- 音楽 - 宗形勇輝[161]
- 選曲 - 稲川壮[161]
- 主題歌 - なにわ男子「シンシア」（ジェイ・ストーム）[162][163]
- プロデューサー - 矢内達也、庄島智之（ファインエンターテイメント）[161]
- 制作協力 - ファインエンターテイメント[161]
- 制作著作 - 「彼女、お借りします」製作委員会、朝日放送テレビ[161]

### 各話リスト（テレビドラマ）
放送日は制作局の朝日放送テレビ基準。
| 話数   | 放送日  | サブタイトル  | 演出     |
| ------ | ------- | ------------- | -------- |
| 第1話  | 7月03日 | レンタル彼女  | 山本大輔 |
| 第2話  | 7月11日 | 隣の彼女      | 山本大輔 |
| 第3話  | 7月25日 | 元カノと彼女  | 山本大輔 |
| 第4話  | 8月01日 | 海と彼女      | 山本大輔 |
| 第5話  | 8月21日 | 衝動と彼女    | 山本大輔 |
| 第6話  | 8月28日 | 彼女と彼女    | 今和紀   |
| 第7話  | 9月04日 | 2人の彼女     | 今和紀   |
| 第8話  | 9月11日 | 不適合の彼女  | 山本大輔 |
| 第9話  | 9月18日 | 元カノと彼女2 | 山本大輔 |
| 最終話 | 9月25日 | 告白と彼女    | 山本大輔 |

- 7月17日は『第150回全英オープンゴルフ』中継のため休止。
- 8月7日は『第46回全英女子オープンゴルフ』中継のため休止。
- 8月14日はドキュメンタリー『僕たちは戦争を知らない〜1945年を生きた子どもたち〜』放送のため休止[注 17]。

### 放送局（テレビドラマ）
| 放送期間               | 放送時間                     | 放送局         | 対象地域   | 備考                   |
| ---------------------- | ---------------------------- | -------------- | ---------- | ---------------------- |
| 2022年7月3日 - 9月25日 | 日曜 2:30 - 3:00（土曜深夜） | テレビ朝日     | 関東広域圏 | 『ドラマL』枠          |
|                        | 日曜 23:55 - 月曜 0:25       | 朝日放送テレビ | 近畿広域圏 | 制作局 / 『ドラマL』枠 |
| 2022年7月22日 -        | 金曜 0:50 - 1:20（木曜深夜） | 岩手朝日テレビ | 岩手県     |                        |
|                        | 金曜 1:20 - 1:50（木曜深夜） | 鹿児島放送     | 鹿児島県   |                        |
| 2022年8月1日 -         | 月曜 0:45 - 1:15（日曜深夜） | 山形テレビ     | 山形県     |                        |
| 2022年8月12日 -        | 金曜 0:45 - 1:25（木曜深夜） | 青森朝日放送   | 青森県     |                        |
| 2022年8月29日 -        | 月曜 0:25 - 1:55（日曜深夜） | 福島放送       | 福島県     |                        |
| 2022年9月23日 -        | 金曜 1:20 - 1:50（木曜深夜） | 愛媛朝日テレビ | 愛媛県     |                        |
| 2022年9月25日 -        | 日曜 1:02 - 1:32（土曜深夜） | 九州朝日放送   | 福岡県     |                        |

| 配信開始日   | 配信時間        | 配信サイト | 備考       |
| ------------ | --------------- | ---------- | ---------- |
| 2022年7月3日 | 日曜 23:55 更新 | dTV Hulu   |            |
|              |                 | TVer GYAO! | 見逃し配信 |

### BD / DVD（テレビドラマ）
| 発売日        | 収録話 | 規格品番  | 規格品番  |
| 発売日        | 収録話 | BD BOX    | DVD BOX   |
| ------------- | ------ | --------- | --------- |
| 2023年3月31日 | 全10話 | HPXR-1955 | HPBR-1955 |

| 朝日放送テレビ・テレビ朝日 ドラマL     | 朝日放送テレビ・テレビ朝日 ドラマL            | 朝日放送テレビ・テレビ朝日 ドラマL                          |
| 前番組                                 | 番組名                                        | 次番組                                                      |
| -------------------------------------- | --------------------------------------------- | ----------------------------------------------------------- |
| 恋に無駄口 （2022年4月17日 - 6月19日） | 彼女、お借りします （2022年7月3日 - 9月25日） | 推しが武道館いってくれたら死ぬ （2022年10月9日 - 12月26日） |

## ゲーム

### 彼女、お借りします 〜水平線と水着の彼女〜
MAGES.が開発を担当するゲームソフト『彼女、お借りします 〜水平線と水着の彼女〜』が、2024年11月28日に発売された。対応機種はNintendo SwitchとPlayStation 4。

#### テーマソング
「サイダーの向こう」
歌: 水原千鶴（雨宮天）・七海麻美（悠木碧）・更科瑠夏（東山奈央）・桜沢墨（高橋李依）・八重森みに（芹澤優） / 作詞・作曲: 北澤ゆうほ / 編曲: 江口亮

### スマートフォン用ゲーム
彼女、お借りします AIチャット&アラーム
2020年12月22日に配信開始。次世代型対話AIで登場人物を再現し、登場人物と会話することが出来るアプリ。メインヒロイン・水原千鶴を再現し、彼女と会話出来るサービスを開始した。
このアプリ用に撮り下ろしたオリジナルボイスのアラーム機能を実装しており、様々なシチュエーションに沿った音声で、登場人物と会話することが出来る。また、親密度がアップすることでアラーム機能に使える音声やアニメのシーンを切り取った場面写真、オリジナル書き下ろしイラストが開放され、それらをコレクションすることが出来る。
2022年9月30日にサービスを終了した。
彼女、お借りします ヒロインオールスターズ
2021年9月2日配信。開発はenish。
本作を題材としたパズルゲーム。本作のキャラクターだけでなく、他作品のキャラクターたちも登場するクロスオーバー作品となる。参加作品は『週刊少年マガジン』にて原作が連載されていたアニメ作品となる。
2023年1月25日にサービスを終了した。
登場作品
- 『FAIRY TAIL』
- 『ドメスティックな彼女』
- 『七つの大罪 憤怒の審判』
- 『カノジョも彼女』
- 『炎炎ノ消防隊』
- 『寄宿学校のジュリエット』
- 『山田くんと7人の魔女』
- 『魔法先生ネギま！ ANIME FINAL』
- 『五等分の花嫁』（期間限定）

## パチンコ
- eフィーバー彼女、お借りします（2025年6月、SANKYO）[175]